# Сільчин
Сільчин — річка в Україні, у Зіньківському районі Полтавської області. Ліва притока Веприку (басейн Дніпра).

## Опис
Довжина річки приблизно 5,9 км.

## Розташування
Бере початок на північно-західній стороні від Слинківщини. Тече переважно на північний захід через Левченки і впадає у річку Веприк, ліву притоку Псла.